# Corinthian-Casuals Football Club
Il Corinthian-Casuals Football Club è una società calcistica dilettantistica di Londra, fondata nel 1882 come Corinthian Football Club e fusasi poi nel 1939 con il Casuals Football Club.
Milita in Isthmian Premier Division, settima serie del campionato inglese di calcio.

## Storia

### Corinthian
Il Corinthian Football Club venne fondato nel 1882 da N. Lane Jackson, assistente segretario della Football Association, e nel corso della sua storia giocò in tre diversi stadi: Crystal Palace National Sports Centre, Queen's Club e Leyton Cricket Ground. La squadra nei suoi primi anni giocò solo partite amichevoli, soprattutto contro squadre scozzesi, ed i suoi giocatori erano spesso affiliati ad almeno un altro club, sovente una selezione universitaria. Nel corso degli anni '80 dell'Ottocento la maggioranza dei giocatori della Nazionale inglese appartenevano al Corinthian.
La squadra si rifiutò a lungo di affiliarsi alla Football League o di partecipare alla FA Cup, rimanendo fedele ad un'idea di sport in cui non erano previsti premi in denaro per le vittorie. Rimase però una delle più forti squadre inglesi del periodo, se non la più forte: nel 1884 sconfisse per 8-1 il Blackburn fresco vincitore della Fa Cup, così come nel 1903 batté per 10-3 il Bury che aveva appena conquistato lo stesso trofeo. Nel 1900 e nel 1904 vinse lo Sheriff of London Charity Shield, competizione organizzata tra una squadra professionistica ed una amatoriale. 
Nel 1904 sconfissero in amichevole il Manchester United per 11-3, risultato che rimane la peggior sconfitta nella storia della formazione mancuniana.
Il Corinthian si proponeva di mantenere come valori chiave della sua attività la correttezza e la sportività: si dice che quando l'arbitro fischiò un rigore contro la formazione londinese nel corso di una tournée in Sudafrica il portiere si piazzò accantò al palo e lasciò segnare liberamente gli avversari per compensare la slealtà di aver commesso un fallo in area.
Dopo il suo ingresso nella Amateur Football Alliance agli inizi del '900 il Corinthian vide ridursi le occasioni di scontrarsi con squadre professionistiche e cominciò a girare il mondo in lunghi tour, in cui inanellavano frequentemente larghe vittorie contro le squadre locali lasciando spesso un forte impatto sul calcio locale: il Real Madrid adottò una maglia bianca come tributo alla squadra inglese e lo Sport Club Corinthians Paulista scelse il proprio nome in loro onore.
Dopo la prima guerra mondiale cominciò il loro declino e nel 1923 decisero di partecipare per la prima volta alla FA Cup, senza però raggiungere buoni risultati. Nel 1927 furono invitati a disputare il Charity Shield contro il Cardiff City, perdendo per 1-2.
Nel 1939 si fuse con il Casuals Football Club per fondare il Corinthian-Casuals Football Club.

### Corinthian-Casuals Football Club
Il nuovo club ebbe occasione di giocare una sola partita prima dello scoppio della seconda guerra mondiale. Solo nel 1945 fu possibile ricominciare l'attività con l'adesione alla Isthmian League. Poiché nessuna delle due squadre fondatrici disponeva in uno stadio il Corinthian-Casuals nei primi anni di vita fu costretto ad un'esistenza nomade fino a quando si stabilì al The Oval a Kennington nel 1955. L'anno seguente la squadra giunse in finale della Amateur Cup, dove vennero sconfitti dal Bishop Auckland. Nel 1966 riuscirono invece a raggiungere il primo turno di FA Cup, in cui vennero battuti per 5-1 dal Watford.
Cominciò poi un periodo di declino che portò la squadra alla retrocessione nella seconda divisione dell'Ishtmian League nel 1977 e addirittura all'ultimo posto in questa categoria quattro anni più tardi. Erano inoltre ricominciati i frequenti cambi di stadio, che portarono il club all'esclusione dalla Ishtmian League quando nel 1984 venne varato un regolamento più severo riguardo ai terreni di gioco condivisi da più squadre. Fu un duro colpo per la società, che aveva appena ricominciato ad ottenere buoni risultati (nella stagione precedente era riuscita a farsi ammettere nuovamente al primo turno ai preliminari di FA Cup, dove aveva costretto il Bristol Rovers ad un pareggio prima di arrendersi per 4-0 nel rematch). Il Corinthian-Casuals si iscrisse allora alla Spartan League, finendo subito per retrocedere già alla prima stagione nella nuova lega.
Nel 1988 trovarono finalmente un campo da gioco stabile al King George's Field. Nello stesso anno furono invitati in Brasile per un'amichevole celebrativa contro lo Sport Club Corinthians Paulista, dove ebbero occasione di giocare in diretta tv davanti a 15.000 spettatori. Il capitano della squadra paulista, Sócrates, giocò il secondo tempo con la formazione inglese. Nel 1996 la squadra passò alla Combined Counties Football League, finendo subito al secondo posto in classifica e guadagnandosi così la possibilità di tornare nella Ishtmian League, dove rimane fino ad oggi tra alti e bassi. Nel 2011 vince per la prima volta in 57 anni la Surrey Senior Cup.

## Palmarès

### Competizioni nazionali
- Spartan League: 1

1985-1986

### Competizioni regionali
- Surrey Senior Cup: 2

1953-1954, 2010-2011

### Altri piazzamenti
- Community Shield:

Finalista: 1927
- FA Amateur Cup:

Finalista: 1955-1956
- London Senior Cup:

Finalista: 1956-1957